# Rasmus Bindslev
Jens Rasmus Bindslev (31. juli 1876 i Bindslev – 23. juni 1951 i Silkeborg) var en dansk politiker og borgmester. 
Han var udlært som typograf og kom efter nogle års ansættelse i Aalborg og Esbjerg til Silkeborg i 1907. Her blev han ansat i det nystartede trykkeri ved avisen, Silkeborg Social-Demokrat. Rasmus Bindslev gjorde gennem hele livet en aktiv og overbevisende indsats inden for alle grene af arbejderbevægelsen – i det faglige, det kooperative og i det politiske arbejde, hvor han gennem tiden beklædte mange tillidshverv. Han var således formand for Typografernes Fagforening i Silkeborg 1908-1928 og tillige i perioden 1919-1929 medlem af Typografforbundets hovedbestyrelse. Han var med i arbejdet inden for Arbejdernes Fællesorganisation, medlem af bestyrelsen for Arbejdernes Fællesbageri og desuden medlem af bestyrelsen for Socialdemokratisk Forening, hvor han også var formand 1931-1933.
Rasmus Bindslev blev medlem af Silkeborg Byråd i 1921, da socialdemokraterne for første gang opnåede flertal. I perioden 1929-1941 var han byens meget respekterede borgmester. 
Industribyen Silkeborg var særligt hårdt ramt af 1930'ernes krise, og det kom til at præge hans borgmesterperiode. Man forsøgte bl.a. at afhjælpe problemerne med omfattende arbejdsløshed ved at igangsætte store offentlige anlægsarbejder. 
Allerede i 1931-1932 fik Rasmus Bindslev den idé, at man skulle nedlægge den offentlige markedsplads, hvor der handledes med levende dyr, og omdanne denne til en offentlig park med legeplads. Først i 1935 lykkedes det dog at gennemføre projektet. I parken, der fik navnet Bindslevs Plads, blev der i 1953 rejst en mindesten for Rasmus Bindslev. Stenen blev bekostet af hans partifæller og anbragt på østsiden af Silkeborg bibliotek. Parken er senere reduceret ved efterfølgende udvidelser af biblioteket og anlæggelse af en parkeringsplads.